# El Pollo Loco

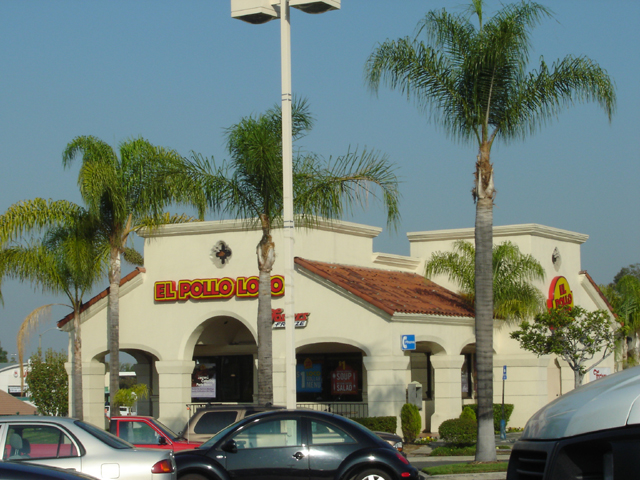
Un tipico ristorante della catena El Pollo Loco

El Pollo Loco è una catena di ristoranti fast food in franchise specializzata nel servire piatti a base di pollo grigliato. Ha il suo quartier generale a Costa Mesa, California.
Il termine El pollo Loco in spagnolo significa "Il pollo pazzo".
Il fondatore Juan Francisco Ochoa iniziò aprendo un ristorante a Guasave in Messico nell'anno 1975.
Nel 1980 venne aperto il primo ristorante a Los Angeles in California.
Nel 1983 i ristoranti americani della catena vennero acquistati da Denny's in accordo con la famiglia Ochoa.
Negli Stati Uniti la catena di El pollo Loco opera primariamente nel sud ovest ed in California, con tre sedi nell'area di Chicago, quattro nella zona di Atlanta ed una nel Connecticut.
Il 5 maggio 2008 El Pollo Loco ha aperto il suo primo ristorante a Vancouver nello stato di Washington.
Il 2 febbraio 2009 El Pollo Loco ha annunciato l'apertura del suo primo ristorante nel New Jersey.
Infine altri 15 ristoranti sono pianificati nel nord e centro del new Jersey ed a Long Island, New York.
Il piatto principale è il pollo asado, il pollo marinato e poi grigliato. Sono poi presenti altre specialità messicane come burrito ed insalate.